# Denzel Whitaker
Denzel Dominique Whitaker, född 15 juni 1990 i Torrance, är amerikansk skådespelare. Under 2005 var han programledare för serien All that som gick på Nickelodeon.

## Filmografi (i urval)
- 2001 – Training Day
- 2005 – All that (TV-serie)
- 2007 – Great Debaters
- 2009 – Hitta Pappa
- 2010 – My Soul to Take
- 2011 – Abduction
- 2011 – Warrior
- 2018 – Black Panther